# O Juliuszu Słowackim w sześciu publicznych posiedzeniach
O Juliuszu Słowackim w sześciu publicznych posiedzeniach – cykl wykładów  Cypriana Kamila Norwida o twórczości Juliusza Słowackiego z 1860.

## Geneza wykładów
Pierwszą myśl o wygłoszeniu publicznych prelekcji podjął Norwid w związku z rozpoczętymi w styczniu 1858 cyklu wykładów przez Juliana Klaczkę. Powodzenie Klaczki, a później prelekcji Leona Zienkowicza (od grudnia 1858) i Bronisława Trentowskiego (od listopada 1859) nie pozwoliły poecie o tym pomyśle zapomnieć. Nie wiadomo kto ułatwił mu debiut jako prelegentowi, prawdopodobnie byli to młodzi Polacy, przybyli do Paryża na studia. Stało się to na przełomie marca i kwietnia. Już bowiem 7 kwietnia Norwid zapraszał księcia Adama Czartoryskiego na swój wykład, powołując się jednocześnie na wcześniejsze ogłoszenie przyjaciół. Prelekcjom tym Norwid nadał tytuł O stanowisku poetycznym Juliusza Słowackiego w sprawie narodowej. Odbywały się one co sobotę od 7 kwietnia do 12 maja o 19.30 w sali Czytelni Polskiej przy Passage de Commerce 25 w dwóch salkach na drugim piętrze.
Prelekcji było w sumie sześć, przy czym poeta nie odczytywał go ze wcześniej rękopisu, ale wygłaszał wprost do słuchaczy, wśród których były przynajmniej trzy osoby notująceː Marian Sokołowski, Seweryn Elżanowski oraz ktoś trzeci, najprawdopodobniej Maria Bolewska. Liczba słuchaczy dochodziła nawet do stu osób. Rekrutowali się oni zarówno ze starej Polonii paryskiej, jak i spośród studentów. Norwid pisał wprawdzie, że pochodzili ze wszystkich stronnictw Emigracji, najwięcej wszakże musiało być mierosławczyków, oni bowiem stanowili zasadniczą klientelę Czytelni Polskiej. Po każdej prelekcji, z wyjątkiem jednej (czwartej?), oklaskiwano poetę, a na zakończenie, 12 maja, do oklasków dołączono pięknie oprawiony egzemplarz pierwszego wydania Anhellego wraz z adresem podpisanym przez 43 ofiarodawców. Poeta był bardzo dumny z owego dokumentu i jeszcze po dziewięciu latach chwalił się nim w liście do Karola Ruprechta.
Reakcje słuchaczy były różne. Leonard Chodźko skarżył się prelegentowi, ze mówi za szybko. Byli tacy, którzy nie rozumieli pewnych sformułowań mówcy(np.ː że po niedzieli historycznej, są przecież poniedziałki historyczne) albo sprzeciwiali się pewnym wywodom. Ignacy Barański po latach wspominając wykłady pisałː przyznaję, że z wykładu tego niewiele byłem w stanie się nauczyć. Z kolei Marian Sokołowski widział w wykładach Norwida poranny rzeźwy powiew nowego eonu cyklów.

## Publikacja
Ponieważ wykłady  były zapisywane, powstało zagadnienie czy ich nie wydrukować. Norwid sprzyjał tej inicjatywie, chociaż sam nie był tego w stanie zrealizować. Słuchacze postanowili rozpisać pomiędzy sobą subskrypcję. Ich koordynatorem, a zarazem opiekunem publikacji, został Marian Sokołowski. Druk powierzono L. Martinetowi. Nie wiadomo w jakiej postaci oddano tekst wykładów do druku. Mógł to być rękopis sporządzony przez autora z notatek, raczej jednak tekst został spisany przez owych trzech słuchaczy, a następnie poprawiony przez autora. Norwid skarżył sięː książeczka moja o Słowackim nie jest przeze mnie ułożoną, ale spisaną przez słuchaczów bez stenografii i bynajmniej książką nie myśliła być. Subskrypcja musiała przynieść niewiele pieniędzy, ponieważ druk książeczki oddanej Martinetowi najpóźniej w sierpniu 1860, ciągnął się do lipca 1861.
Oddając wykłady do druku Sokołowski uzupełnił je o przesłany mu przez Norwida szkic O Balladynie. Niewielki nakład (100-200 egzemplarzy) nie pozwolił na rozesłanie książeczki recenzentom, toteż nie doczekała się ona recenzji, poza przychylnym głosem Józefa Reitzenheima, jednego z przyjaciół Słowackiego, który stwierdziłː p. Cyprianowi Norwidowi należy się zasługa, że pierwszy zwrócił uwagę publiczności na Juliusza, jako człowieka, Polaka i poetę. 

## Treść

### Lekcja I

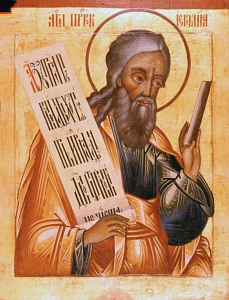
Prorok Jeremiasz.

O tym czy wypowiedź jest prywatna czy publiczna nie decyduje tło ale istota. Mężczyzna ubrany w rzymskie sagum pod kościołem Magdaleny, i sprzedający ołówki, pozostanie mówcą prywatnym, podczas, gdy Kopernik rozmawiający z przyjaciółmi o swym odkryciu – publicznym. Obowiązkiem mówcy publicznego jest jasność, a nawet przezroczystość. Gmach jest przezroczysty, gdy z jego frontonu można odgadnąć plan całości, gdy tymczasem szyba może pozostać nieprzezroczysta, gdy patrzymy pod złym kątem. Kiedy się mówi: poeta, wydaje się, że wiadomo o kogo chodzi, choć naprawdę wiadomo tylko czego temu pojęciu i osobie nie można odmówić. Pozycja poety w starożytnym Izraelu była jasna, był prorokiem. Można było wątpić czy dana osoba jest prorokiem, ale nie kim jest prorok. W starożytnej Grecji poeta orficzny był bardzo podobny do proroka, dramatyczny – był kapłanem, bohaterski – przywódcą wojennym. Dopiero pod koniec historii Grecji poezja przekształciła się w oratorstwo. W Rzymie, którego misja była najbardziej powszechna, bo obejmująca cały świat, poeci stają się pedagogami lub klientami. Horacy pisze sztukę wierszowania, rozważając czym jest poezja sama w sobie, Plutarch – jak ją należy rozumieć. Sybille milkną, gdy na krańcach państwa rzymskiego przechadza się Słowo Wcielone.
Dlaczego godność społeczna poety upada w godzinie Objawienia? Nadzieja, którą niosła poezja, okazuje się bowiem nie jedyną, ale jedną z trzech cnót. Nadzieja pojedynczego człowieka zostaje spełniona. Naród zaś i narodowość nie doświadczyły jeszcze blasku Zbawiciela. Poeci zwracają się więc ku temu, co zwie się ojczyzną. W starożytności zbiorowość była w walce z jednostką. Izraelici uważali, że pożyteczniej jest, by jeden zginął dla dobra narodu i w ten sposób pielgrzymka izraelskiej ojczyzny zakończyła się nicością. Rzeczypospolita stanęła na przeciwnym stanowisku ze swym liberum veto, gotowa dla jednego sprawiedliwego cały naród postawić na kartę. Zgubiło ją to, że wielkie myśli narodu zniżyła do nieoświeconych obywateli. Grecja nie tylko Zbawiciela, ale nawet zacności Sokratesa nie mogła znieść i podając mu truciznę samą siebie poniżyła. Jej egoizm pokonał dopiero Aleksander, wyprowadziwszy ją na zewnątrz. Był jeszcze Rzym, szajka zbiegów, bez środka i bez granic, nie rozumiejący pojęcia ojczyzny. Co w nim jest patriotyzmem, pochodzi z greckiego wychowania. 
Poeci tej nowej nadziei ujawnili, że ojczyzna jest nie tylko ziemią i społecznością obiecaną, ale i taką, której się oczekuje. Zaczęli więc najpierw rozmaici truwerzy, minnesingerzy, bojanowie i skaldowie tworzyć język zdolny wyrazić myśli i uczucia. Powstali potem poeci tej miary co Dante, który nie tylko jest ojcem chrzestnym języka włoskiego, ale i tłumaczem teologicznego i twórcą politycznego. Ich pozycję społeczną wyznaczał mecenat królewski lub magnacki (Dantego utrzymywał Scaliger, Calderona – król Filip, Jana Kochanowskiego – król Jegomość). Odtąd poeci zajęli się dwoma zagadnieniami: przeszłości – by odkryć mowę wieków i teraźniejszości – by mowę chrześcijańską odtworzyć w obliczu ubóstwienia formy, które prawdę zmieniało w bałwany fałszu: Sfinksy i Chimery.
To jest zadanie poety. Na przykład: głosić, że prawda nie jest tylko wiedzą, ale umiejętnością życia, że dusza jest nieśmiertelną. Prawdy te były wcześniej znane, ale dopiero kielich Sokratesa nadał im moc. Po nim takim poetą był może Orfeusz czy Dante, a współcześnie Byron, o którym Grecy w chwili jego śmierci mówili, że wielki człowiek kona, a którego Mickiewicz nazwał Napoleonem poetów, choć trafniej byłoby mówić o Sokratesie poetów.

### Lekcja II

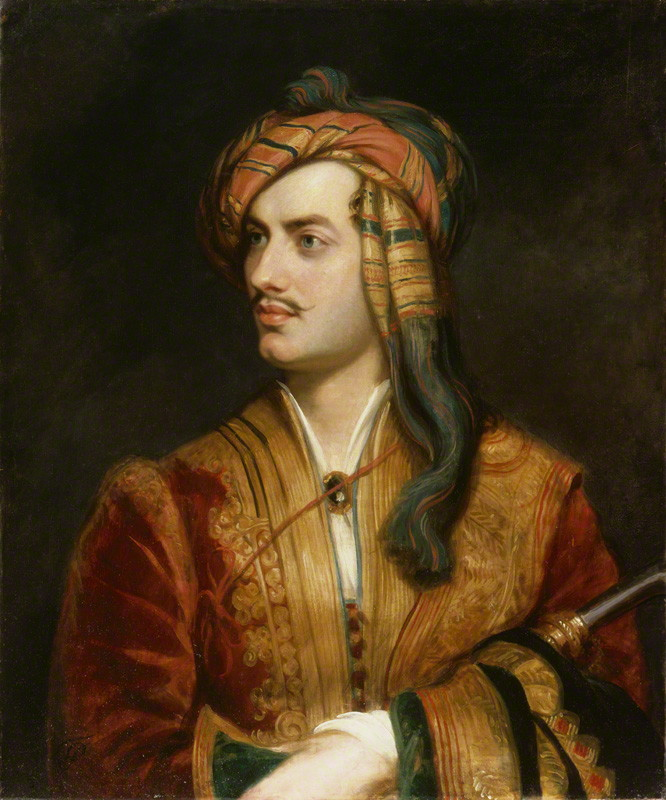
Byron w stroju albańskim.

Norwid został źle zrozumiany podczas poprzedniego wykładu. Zgodnie z XVII-wiecznym podręcznikiem savoir-vivre'u starający się młodzieniec wszedłszy do komnaty powinien tak się ukłonić, by nie odwrócić się tyłem do żadnego z portretów przodków. Wobec postaci historycznych występujący zawsze staje w niejasnej sytuacji. Dlatego poeta podkreśla, że wcale nie twierdził, że historia pojedynczego człowieka już się skończyła. Bóg nadal ją pisze. Pomimo nadziei zwycięstwa nic nie zwalnia nas od walki z pogaństwem, z gromadzącym się barbarzyństwem, które powoduje, że chrześcijanie giną z ręki chrześcijan.
Po tym wyjaśnieniu prelegent powraca do Byrona. Wbrew zarzutom o antyreligijność, uważa go za bardzo religijnego. Przytacza jego wypowiedź, że go pociąga Kościół katolicki i inną oddającą hołd osobie umierającej, modlącej się za niego. Mimo że był lordem stanął w obronie zbuntowanych robotników, twierdząc, że nie godzi się aby machin doskonałość okupywać człowieka degradacją. Obdarzony wytwornością mowy pisał o trzewikach dla włoskich emigrantów. Choć posiadał duże uzdolnienia dyplomatyczne, nie krył przed Grekami zaborczości angielskich kupców. Majątkiem wspierał ubogich, a resztę rozdał dla sprawy powstania greckiego. Mógł zrobić karierę militarną, a wolał reformować grecki system karny. Pierwsze jego słowa w parlamencie brzmiały: Nie poświęcajcie człowieka dla machinacji i machin, ostatnie w Grecji: Nie poświęcajcie narodu dla rutyny. To on poprzez przykład był Archistrategiem działań poetów – poeta poszedł na Belweder, potem powstali O'Connell i Lamartine, Mickiewicz we Włoszech tworzył legion, a niedawno Ludwik Kossuth tą samą kończył epopeję, która rozpoczęła się w Missolungi. Siła poezji okazała się większa od siły trzech gabinetów. Jest ona doprawdy poważna, choć prawda ta dopiero zaczyna świtać.

### Lekcja III
Tematem trzeciej lekcji Norwid postanowił uczynić pojęcia oryginalności, naśladownictwa, profetyzmu i czytania. Filozofowie francuscy nie dali dotąd wyjaśnienia pojęcia oryginalności, natomiast kodeks już karze za użycie w komedii zwrotki z komedii przez kogo innego napisanej. Przez to kodeks zdaje się mówić, że oryginalność jest to sumienność w obliczu źródeł. Czy oryginalność sama w sobie nie jest źródłem? Sokrates, gdy mu dziękowano, prosił, by dziękowano raczej temu, który sprawia, że ze słów jego można korzystać. Ktoś może powie, że oryginalność trzeba mieć w sobie, lecz taka oryginalność w ogóle nie istnieje. Nieśmiertelność duszy znali przed Sokratesem egipscy kapłani, Aleksander korzystał z mądrości Arystotelesa, Dante we wszystkim szedł za Wergiliuszem po Piekle, a po Czyśćcu i Niebie za innymi. Okrągłość Ziemi znali przed Kopernikiem starożytni. Nawet Zbawiciel nie przyszedł dodać ani jednej litery w Prawie, ale je dopełnić.
Naśladownictwo z kolei jest albo nieświadomością źródeł, albo ich celowym fałszowaniem i takie słusznie podpada pod kodeks. Dlatego jedna mała książka Kopernika poruszyła światy, a tysiące tomów leży martwych bez życia. Dlatego Byron wolał zastawić książki, by naród mógł powstać do życia. Martwe naśladownictwo przy postępie eksploatacji wszystkiego, dojdzie do całkowitego zużycia ładu i rytmu. O profetyzmie postanowił Norwid więcej powiedzieć przy okazji samego rozbioru dzieł Słowackiego, teraz zaś chce przejść do zagadnienia czytania.
Norwid stawia za przykład siebie, jako czytającego dzieła artystów w miejscu odpowiednio dobranym: Wergiliusza przy jego grobie. Dantego we Florencji, Szekspira w Londynie, Byrona na morzu. Przytacza też Sokratesa, który w Fajdrosie przestrzega, że książki sprawiają, że ludzie zapominają, skoro mogą sobie przypominać z pomocą tekstu i lekceważą mistrza wszelkiej wiedzy – Boga. Norwid odpiera zarzut, że słowa jednostronnie używane się wykoślawiają. Nie, jeśli się cofnie i ujrzy je na tle, na którym powstały. Drugi zarzut dotyczy niemożliwości dotarcia do tego, co miał na myśli autor. Słowa mają nie tylko tę moc i urok, jakie im nadał autor, ale i moc własną. Rejestr kupiecki czy Kucharkę doskonałą łatwo pojąć, ale im wyższych sfer dotyczy dzieło tym bardziej różnią się między sobą czytelnicy. Radzi więc, jak Omar, by spalić książki, ale sercem. Współcześnie słowa miłość i przyjaźń zużyły się, bo na każdym rogu ulicy ogłasza się siedemdziesiąt nowych romansów. Rzymianie nie pisali dwunastu tomów o patriotyzmie, bo to rzecz nieprzyzwoita. Gadaniem można usunąć wszystkie pojęcia i prawdy. Gdyby mowa nie składała się z niczego więcej, jak tylko z pewnej liczby wyrazów, byłaby tylko uboższą wersją matematyki. Ale tak jak jest, to słowa nie tylko nas wyrażają, ale i sądzą.

### Lekcja IV
Na początku Norwid tłumaczy się z tego, że w poprzednim wykładzie słowo szlachta wywiódł z niemieckiego schlagen (uderzać po pancerzu), ale i Bolesław Chrobry, choć wielki patriota był tylko grafem państwa niemieckiego. W owym czasie nie tylko obyczaj rycerski był germański ale i rzemiosło cechowe. Żaden naród nie jest samorodny, lecz zależy od innych. 
Wyjaśniwszy tę kwestię autor przechodzi do Anhellego. Gdyby ktoś dał do przeczytania, napisaną na wygnaniu Apokalipsę, Horacemu, znakomitemu poecie, znającemu dobrze grekę, ten nic by nie zrozumiał. Bo nie można czytać utworów narodu nieszczęśliwego przez pryzmat utworów narodu tryumfującego. Można różnie podejść do cywilizacji. Można ją przyjąć na wiarę jako człowiek ukształcony, przyjąć jej horyzont pewny i skończony. Tak mieli niewolnicy do czasów Spartakusa. Można też, jak kształcący się, coś od siebie dodać, przechodząc pod łukiem tryumfalnym cywilizacji wiedzieć, że Spartakus był, a Chrystus był i jest. Bo żadna cywilizacja nie jest czymś ostatecznym i skończonym. Jest raczej tylko rusztowaniem, w którym przegląda się rzeczywistość. Nie można w niej zamieszkać, ale niedobrze jest nią wzgardzić. Pomiędzy cywilizacją starożytną a chrześcijańską politycznie taka jest różnica, że ta pierwsza znała tylko dwa rozwiązania: eksterminację albo niewolę, w tej drugiej być pobitym i pobić jedną ma wartość. Socjalnie człowiek nie może się zaprzedać cywilizacji, ale winien dać świadectwo prawdzie. Idziemy do ojczystej Ziemi Obiecanej, nie dlatego, że tam będzie miód z mlekiem płynął, ale że na Golgocie prawda zwyciężyła i my wchodzimy w jej sukcesję. Pod Wiedniem Polacy pokazali, że potęgi własnej dla siebie tylko nie chowają. Cywilizacja, która swój cel widzi w poświęceniu jest sprawiedliwa.

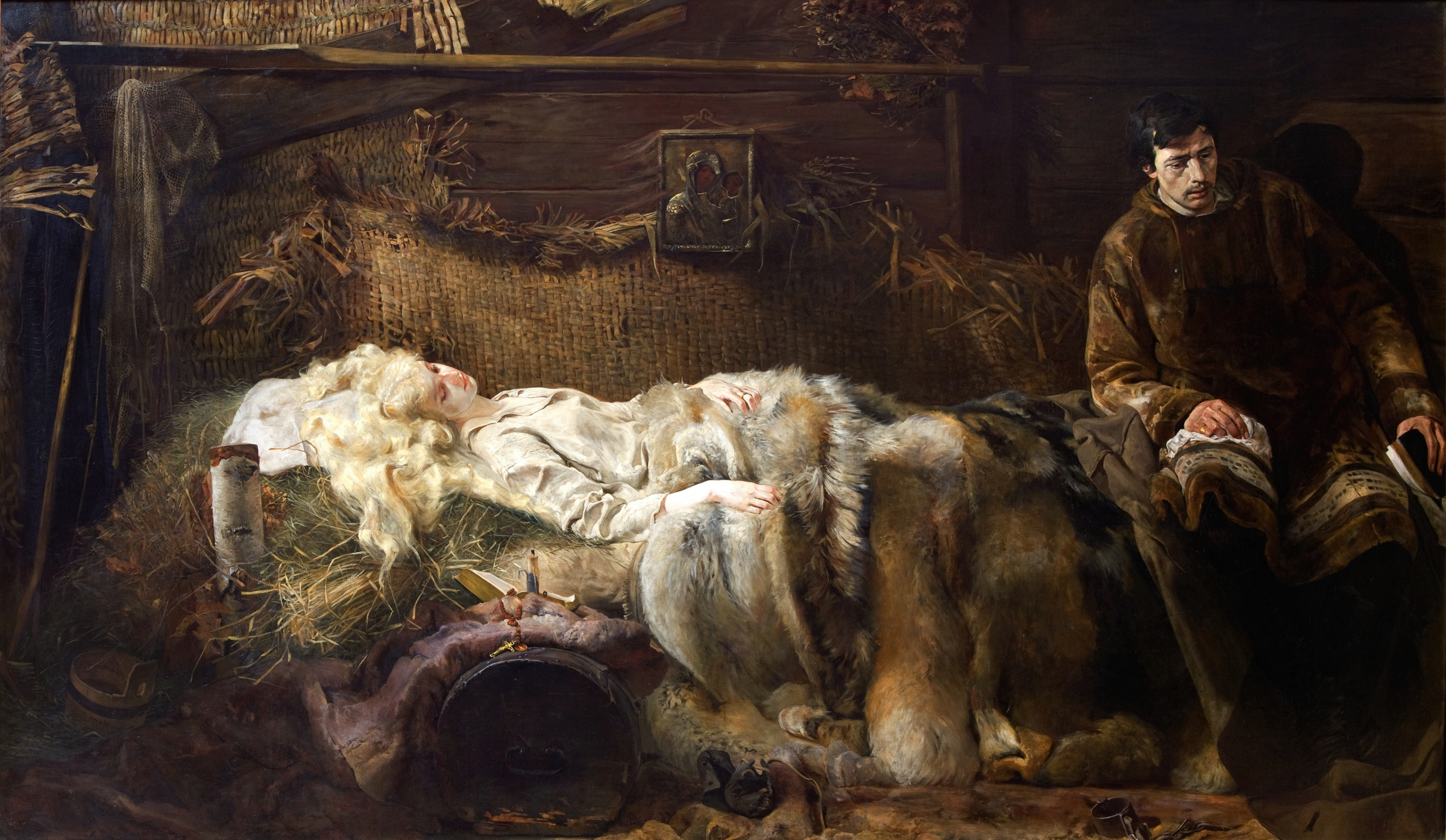
Śmierć Ellenai. Jacek Malczewski. 1883

Każda cywilizacja ma swój punkt wyjścia i dojścia. Dla ludu wybranego były nim Jerozolima z Syjonem i Samaria, choć to Samarytanina wziął Jezus za przykład dla swej przypowieści. Dla Rzymian – pierwszym był Kapitol, drugim Marsylia, kolonia militarna, rzymskie Botany-bay. Dla Europy chrześcijańskiej Samarią i Marsylią stała się Ameryka. Wykreśliwszy oś od punktu tryumfalnego do cierpiącego, Norwid ustala inne bieguny ujemne: Murzynów dla Ameryki, Irlandię dla Anglii, Polskę dla zaborców, Sicz Zaporoską w pewnym okresie dla Polski, dla Niemic emigracje niemieckie, własne rewolucje dla Francji. Nadto każdy krąg cywilizacyjny ma na obrzeżach obwodu koczowiska, dzicz nazywaną olbrzymami, potworami lub biczami bożymi, niosącymi karę za krzywdy. Takimi byli Galowie, Germanie, Hunowie, Tatarzy, rewolucje społeczne. Polska nie była nigdy biczem bożym. Punkt jej dojścia jest zaś wszędzie, bo wszędzie są polscy wygnańcy, a szczególnie na Syberii.
Słowacki, umieszczając akcję Anhellego na Syberii, wybrał najwyraźniejsze miejsce na biegunie ujemnym polskiej cywilizacji. Aby zobaczyć całość tej cywilizacji trzeba poszukać momentu jej wyjścia. Takim dla Polski są katakumby rzymskie i chrześcijanie zamienieni w pochodnie przez Nerona. Stąd wytrysnął promień cywilizacji chrześcijańskiej i tu jest źródło cywilizacji polskiej. Kiedy Słowacki stanął u zmierzchu cywilizacji polskiej, u jej początków, w Kampanii rzymskiej, zatrzymał się Krasiński ze swym poematem Wigilia Bożego Narodzenia. Pierwszy opowiada dzieje serca pojedynczego człowieka, tam gdzie kończą się dzieje narodu, drugi dzieje narodu, który pochłania indywidualność. Należałoby je czytać równolegle. Ze względu jednak na szczupłość miejsca Norwid postanowił ograniczyć się do porównania ich początków i zakończeń.
W poemacie Słowackiego Anhelli trafia na obozowisko malutkich dzieci pędzonych na Sybir, które pop w zamian za jedzenie nakłania do zaprzaństwa w wierze. Zapomnienie miłości i wiary łączy się w tych dzieciach z anielską niewinnością. Następuje koniec złego i dobra. U Kraińskiego w wigilię Bożego Narodzenia poeta widzi nadpływający przez Kampanię okręt parowy, z którego wysiadają ostatki szlachty polskiej. Anioł z nieba kazał im o północy stanąć w bazylice Piotra. W zakończeniu Anhellego rycerz na koniu próbuje obudzić zmarłego bohatera do walki o wolność ludów. Czuwająca przy zmarłym Eloe powstrzymuje go. Anhelli jest tu personifikacją serca ludzkiego. Tam gdzie ludzkie serce nie wytrzymuje, ogłoszony zostaje sąd nad historią bez serca. Krasiński mówi o sercu narodu w chwili stanowczej dla chrześcijaństwa. Narody widząc chwianie się bazyliki Piotrowej uciekają. Polacy zostają i giną pod gruzami. Starzec w bieli przepowiada koniec dziejów i nagrodę dla Polaków, którzy oddali Chrystusowi ostatnią przysługę. Przy okazji Norwid wyjaśnia, że profetyzm starożytny w szczegółach zwracał się do poszczególnych osób, podczas gdy współczesny zwraca się do ogółu chrześcijańskiego. Próżno więc szukać Anhellego na Syberii, czy szlachty polskiej pod gruzami w Rzymie.
Kończąc wykład Norwid przybliża sens głównych postaci poematu: Anhelli jest wedle Słowackiego sercem odmierzającym sprawiedliwość cywilizacji. Szaman, jak Mojżesz przed faraonem występuje, by lud był zwrócony ku swemu prawdziwemu celowi. Eloe zrodziła się ze łzy wylanej przez Chrystusa na Golgocie nad narodami. Ulitowała się ona nad męką ciemnych cherubów, umiłowała jednego z nich i poleciała za nim w ciemności. Zło popełnione z litości na polu polityki jest kwestią poezji, która wprowadzając postać jeszcze nieoczyszczoną grzeszy, ale ciało zbiorowe nie może być od razu doskonałym. Śmierć zbrodniarki Elleani owocuje cudem, bo tam już wszystko się przesila, śmierć jest życiem, następuje polarny zmierzch cywilizacji narodowej. Dlatego w scenie przedśmiertnej Anhellego zjawiają się aniołowie posłani do Piasta, bo w łunie zachodu można również odnaleźć blask początku. Norwid przywołuje też scenę krzyżowania przez trzy partie polityczne trzech bladych ludzi, których to ukrzyżowań było aż nadto wiele wszędzie tam, gdzie się w porze zmierzchu rozwielmożniła jednostronność. Przeciw Klaczce uważa Anhellego za dzieło dopełnione i pogodne. Wspomina wreszcie, że Krasiński, dowiedziawszy się o śmierci Słowackiego, radził, by na jego nagrobku dać napis: Autorowi «Anhellego».

### Lekcja V

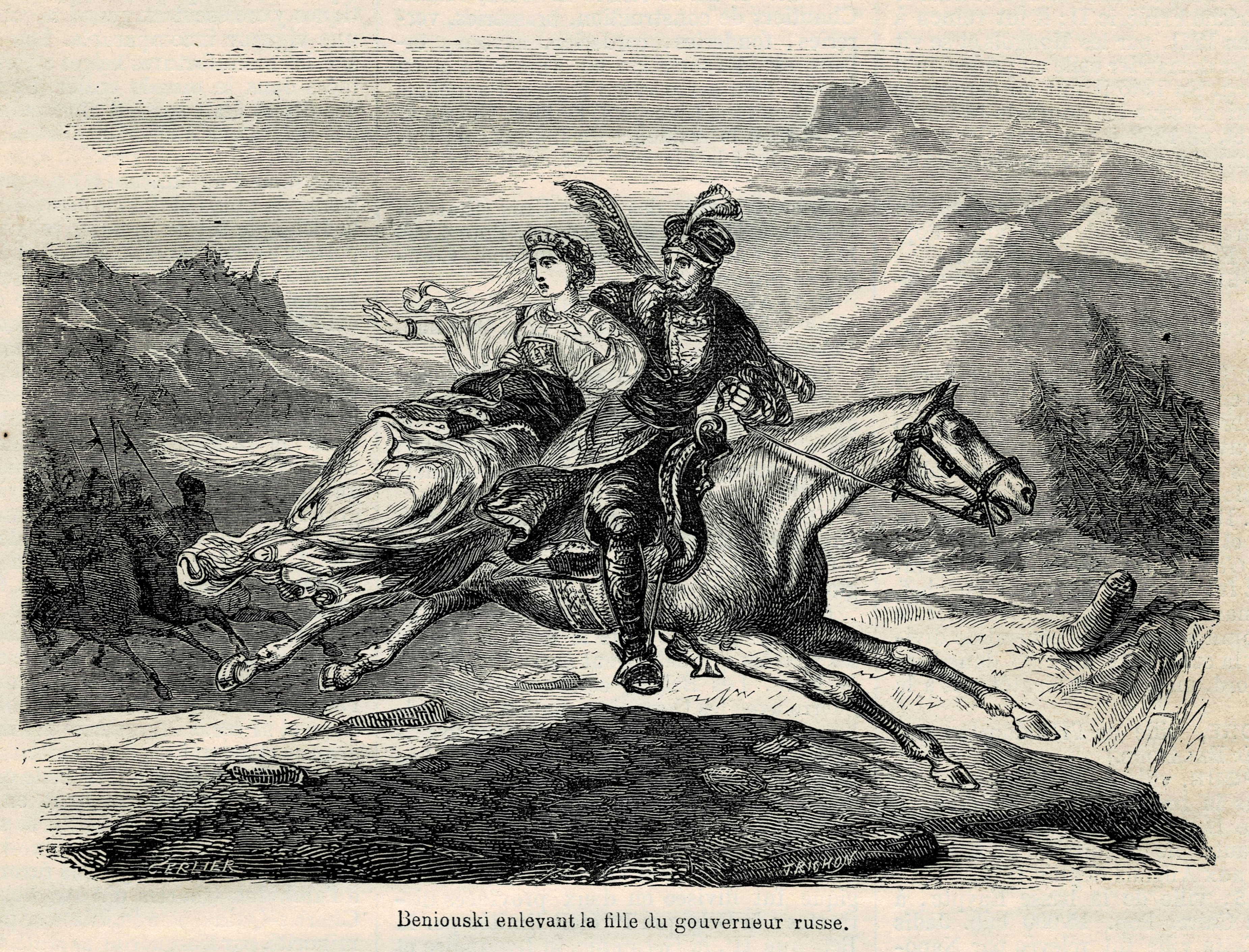
Beniowski

Tematem piątego wykładu są poematy Beniowski i Król-Duch. Cywilizacja szuka swego rodowodu w Egipcie i Babilonie, lecz jeszcze bardziej potrzeba pamięci serca. Pamiętania o tym, ile bólu i rozdarcia spowodowała każda rodząca się myśl. W Beniowskim można odczuć atmosferę czasu, w którym mówić nie można, a milczeć się nie godzi. Ta książka jest jak zeznanie torturowanego, na pozór nieskładne, lecz pełne cierpienia i prawd, które urodziły się krzywo i ironicznie, a teraz oskarżają społeczeństwo, które je zrodziło. O ile Anhelli był poematem zmierzchu olimpijskim i wiecznym, to Beniowski, też bohater sybirski, jest Anhellim powszednim.
Król-Duch jest najciemniejszym poematem. Wielu autorów do dziś pozostaje ciemnymi. Od imienia Dantego ułożono nawet przysłówek dantesco (zawile, ciemno). Poszczególne prawdy czasem brzmią jasno, ale życie, które je wzbogaca, czyni je zawiłymi. Nauki tak zwane ścisłe są dokładne, mają jednak za cel opisanie tylko połowy prawdy. Podobnie Dekalog, dotyczy tylko tego czego nie należy robić. Kto przyjmuje prawdę teoretyczną, często odrzuca ją, kiedy się okazuje, że wymaga ona od niego współpracy. Wołając o jasność czyż nie wołamy o inercję, jak ów szlachcic, który na sejmie zawołał: jeśli co masz – w trzech słowach wytłumacz. Bóg nawet poddał się prawom świata, gdy tymczasem ci nie chcą nad sobą żadnych praw, jak azjatyccy władcy. Ich głos: ja jestem, głos Nemrodów i Nabuchodonozorów, napotkał w dziejach na: jestem głosem wołającego na pustyni i na nie-Ja Zbawiciela. W Królu-Duchu bohaterem jest owo Ja. Najpierw jest nim Her Armeńczyk, którego dusza wciela się następnie w króla Popiela. Wzorem dla Popiela jest car Iwan Groźny, ostateczne wcielenie owego azjatyckiego Ja, którego król Batory wyzywał na pojedynek mistyczno-heroiczny, wołając: gdzież ty jesteś Panie Boże rosyjski.
Król-Duch został napisany oktawą jak Jerozolima wyzwolona Tassa. Norwid układa epopeje chrześcijańskie w ciąg, w którym epopeją wschodu nazywa właśnie Jerozolimę wyzwoloną – gwiazdę zaranną, objawiającą pełnię młodzieńczych sił. Odpowiadającą jej epopeją zachodu jest Don Kiszot. Jego bohater jest zahipnotyzowany przeszłością, nie ma w nim nic z twórcy czy choćby kontynuatora, podobny do owych antykwariuszów urojenia, którzy gotowi są podrabiać broń, herby, byle móc się chwilę jeszcze łudzić. Całość dziejów ma nie tylko czas żywotnej twórczości i rozstroju, pokrywanego blichtrem, ale też wypoczynku, który można nazwać południem. Jego bohaterem jest chłopiec dzielny i szczery – Pan Tadeusz. Czwartej nie przyświeca promień zorzy, ani czerwień zachodu, ani realizm południowego słońca, lecz księżyc lub godzina północy. Takiej epopei początkiem zdaje się Król-Duch.

### Lekcja VI
Pod koniec 1839 Słowacki ukończył Lillę Wenedę. Wyraził w tym czasie, w liście do Krasińskiego, nadzieję, że ich obydwu potomni uznają za wenedzkich wodzów i na wspólnym umieszczą stosie. Proroctwo się spełniło. Słowacki umarł w dzielnicy, w której napisał ten dramat, a jego trumna została wystawiona w kościele św. Filipa. Wiele lat później Norwid też zamieszkał w tej dzielnicy po jej przebudowie, tam umarł, a jego trumna również stanęła w tym samym kościele. Mimo swej przyjaźni dla Krasińskiego Słowacki nie zawahał się, by sprzeciwić się poglądom przyjaciela w utworze Do autora Psalmów, jak później nie zawahał się wystąpić w Beniowskim przeciw religijnym pomysłom Mickiewicza.
Poeci, ponieważ tworzą nowy język, są przez społeczeństwo często nierozumiani. A żaden z poetów polskich nie dysponował tak bogatą gamą wypowiedzi, języków wszystkich wieków i rodzajów, jak Słowacki. Gdyby więc słowa stały się indywiduami, stworzyłyby pomnik Słowackiemu z napisem patri patriae. Mickiewicz otrzymał Mojżeszowy język gniewu, Krasiński – majestatyczny, senatorski. Obydwaj kłamali narodowi, jak niańki chorym dzieciom. Zaleski z Lenartowiczem zaczęli tworzyć język kobiecy. Bo nim ani Polki nie władają, ani nie ma w literaturze kobiety. Maria Malczewskiego to tylko krzyk, Grażyna Mickiewicza nie wiadomo czy jest kobietą czy mężczyzną, Aldona ukryta jest przed ukochanym za murem. Telimena nie jest typem polskie niewiasty, a znów Zosia jest małoletnia. U Słowackiego Balladyna jest personifikacją, a Lilla Weneda – legendą. Poezja polska podobna jest do okrętu Lambra, który kazał rozstrzeliwać żeglarzy, gdyby się który zakochał w kobiecie. Jest to szkoła, która ułomność ma za całość skończoną, a chorobę wszelką ma za umartwienie i nędzę ludzką mieni wolą Bożą. Gdy więc Opatrzność zesłała narodowi wieszczów, by czuwali nad istotą społeczeństwa dotkniętego słabością, Słowackiemu przypadło w udziale czuwanie nad zachowaniem języka narodowego.
Po rozważaniach nad językiem, przechodzi Norwid do refleksji nad tragediami Słowackiego. Dramat grecki wyrósł z obrzędów bachicznych, a dramat Calderona i Szekspira z misteriów. Tam gdzie dramat nie ma takiego korzenia może tylko karmić widownię zapożyczonymi treściami. Aby życie mogło siebie analizować, potrzeba pozostawić za sobą dawne formy. Gdyby dramaty Słowackiego powstały przed Kochanowskim, stałby się dziedzictwem literatury światowej, a tak są tylko ekspiacją za żałosny repertuar teatrów warszawskich w latach 30. i 40. 
Norwid sprzeciwia się również uznania byrońskiej formy poematów Słowackiego za naśladownictwo. W przedmowie do Lambra Słowacki pisze, że zawarł w nim dzieje znajomych, przedwcześnie zmarłych, o których ich bliscy mówią, że mogli być czymś, a dalecy, że nie byli niczym. Co, że było dziwnie współczesne, nie zostało zrozumiane. Bo są dwa rodzaje współczesności. Gdy w 1839 młodzież warszawska była zsyłana na Sybir, Słowacki napisał Anhellego, podczas gdy pewna dama warszawska zauważyła, że rozpowiadają coś ciągle o zsyłkach, a przecież z nas nikogo w czwartek nigdy nie brakuje. Słowacki miał tą pierwszą współczesność.